# Oxira compta
Oxira compta là một loài bướm đêm trong họ Noctuidae.